# Diocèse de São João del Rei
Le diocèse de São João del-Rei (en latin, Dioecesis Sancti Ioannis a Rege) est une circonscription ecclésiastique de l'Église catholique au Brésil.

## Caractéristiques
Il a été érigé en 1960. Son siège se situe dans la ville de São João del-Rei, dans l'État du Minas Gerais. 
Le diocèse est suffragant de l'archidiocèse de Juiz de Fora.

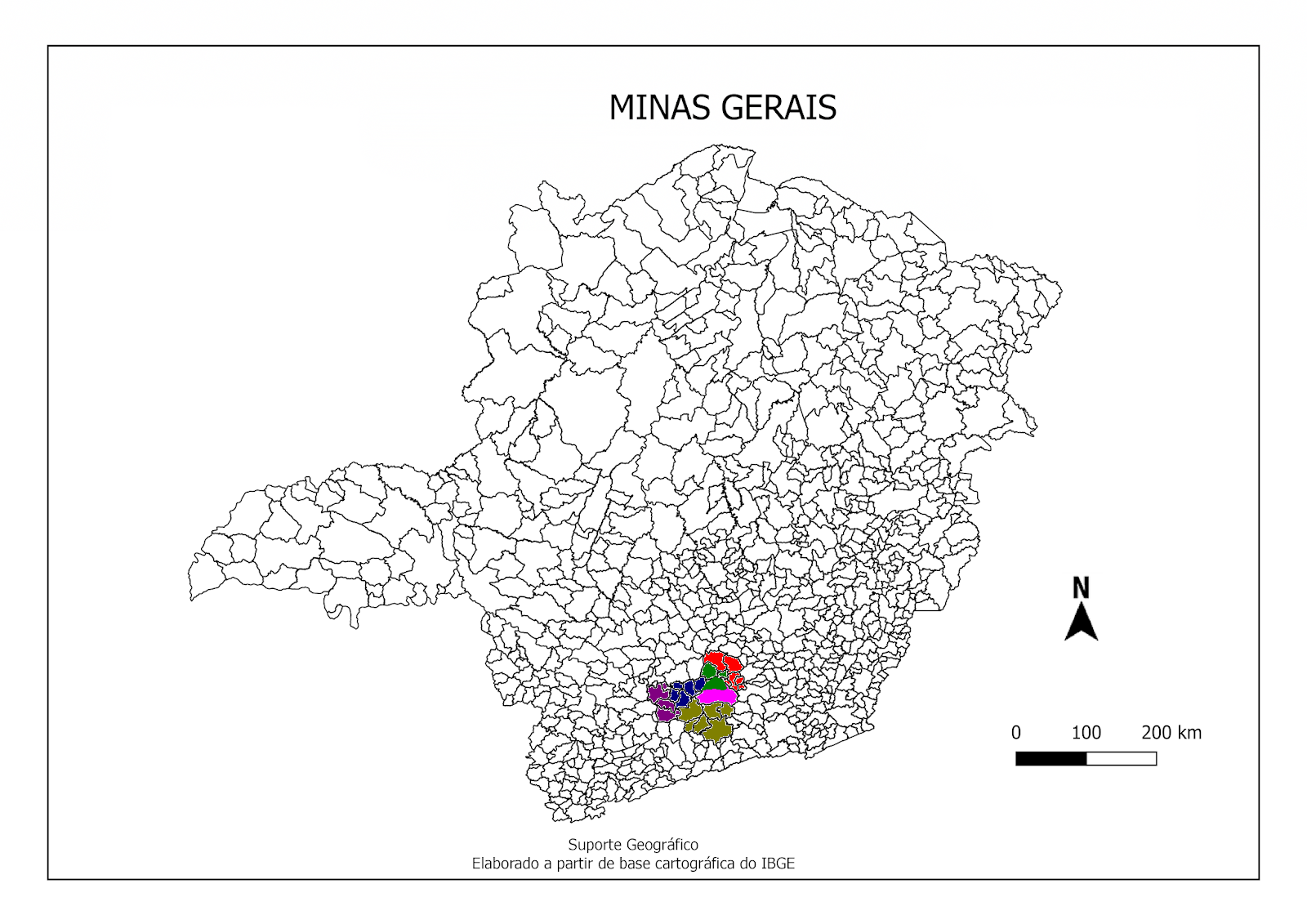
Diocèse de São João del-Rei sur Minas Gerais.
Regional CNBB Leste 2.
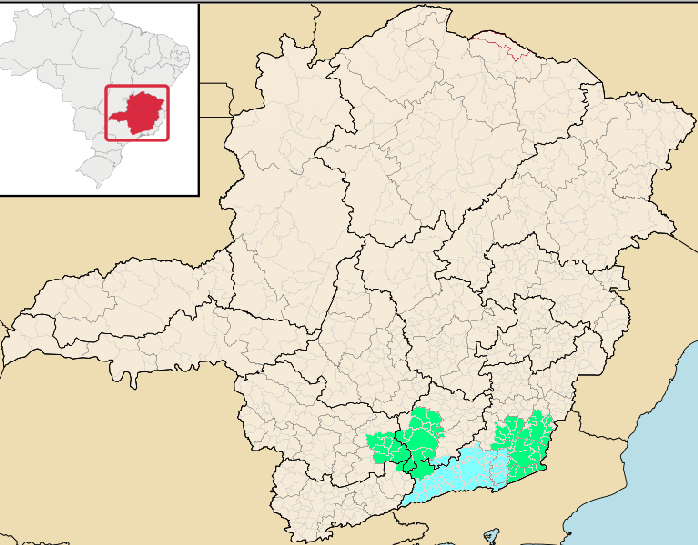
Province Ecclésiastique de Juiz de Fora
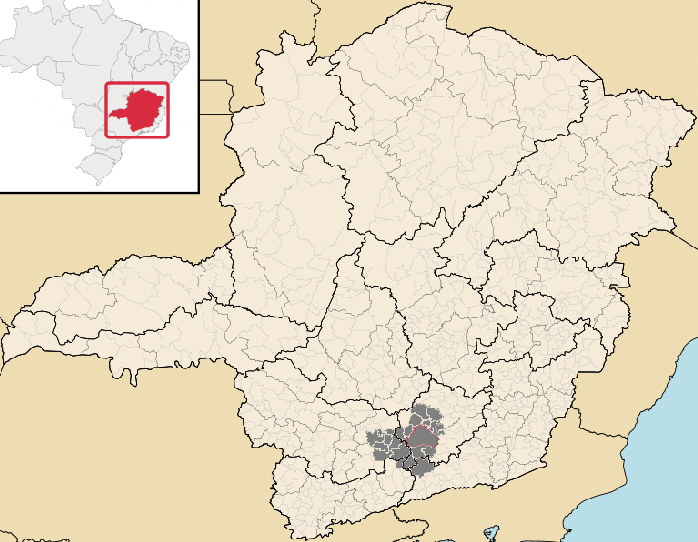
Diocèse de São João del Rei.

## Évêques
- Delfim Ribeiro Guedes (23 juillet 1960 – 12 juillet 1983), mort en 1985.
- Antônio Carlos Mesquita (pt) (16 décembre 1983 – 26 juin 1996), mort en 2005.
- Waldemar Chaves de Araújo (26 juin 1996 – 26 juin 2010).
- Célio de Oliveira Goulart O.F.M. (26 mai 2010 – mort le 19 janvier 2018[2]).
- José Eudes Campos do Nascimento (12 décembre 2018 – ).

## Églises

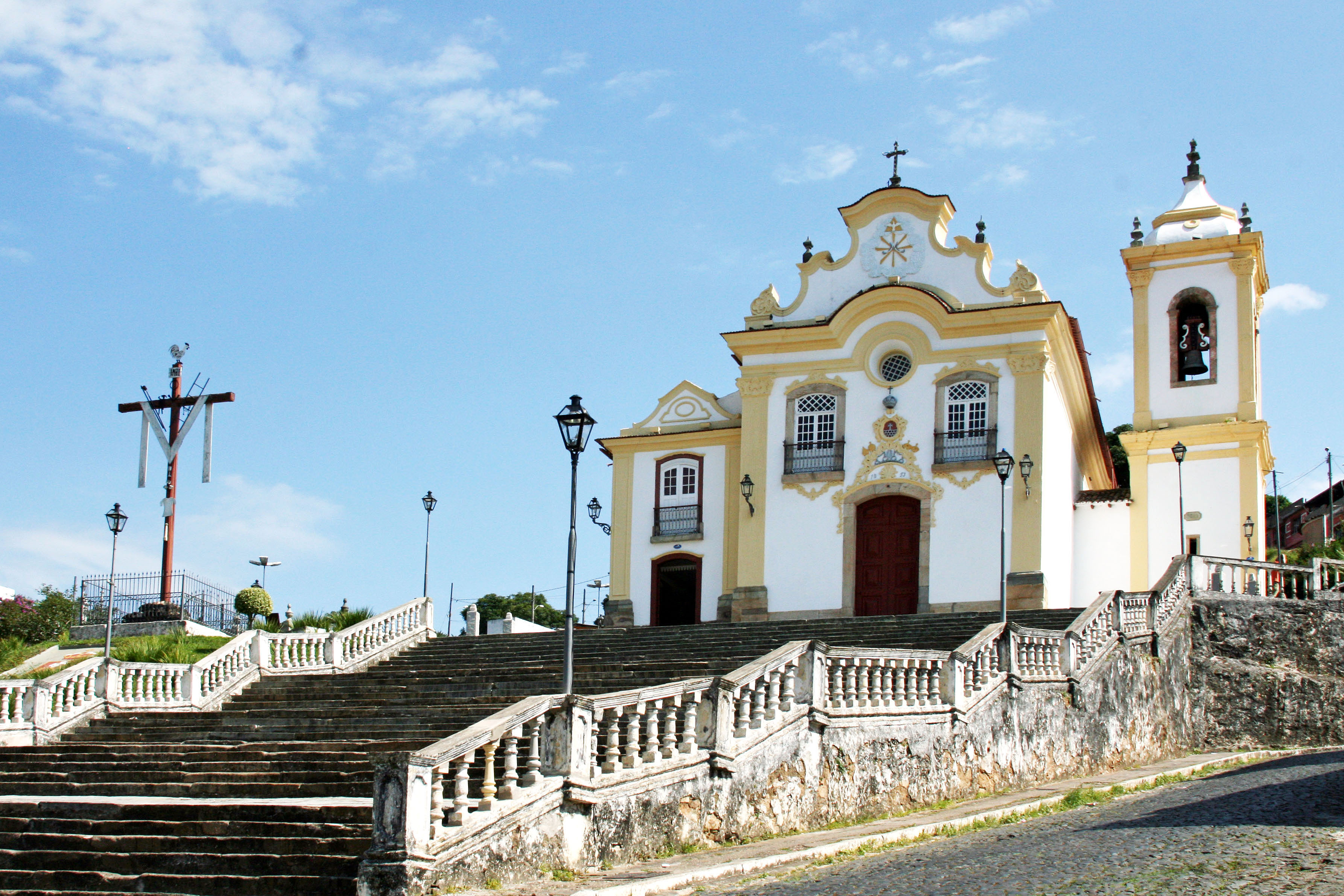
Nossa Senhora das Mercês, São João del-Rei.
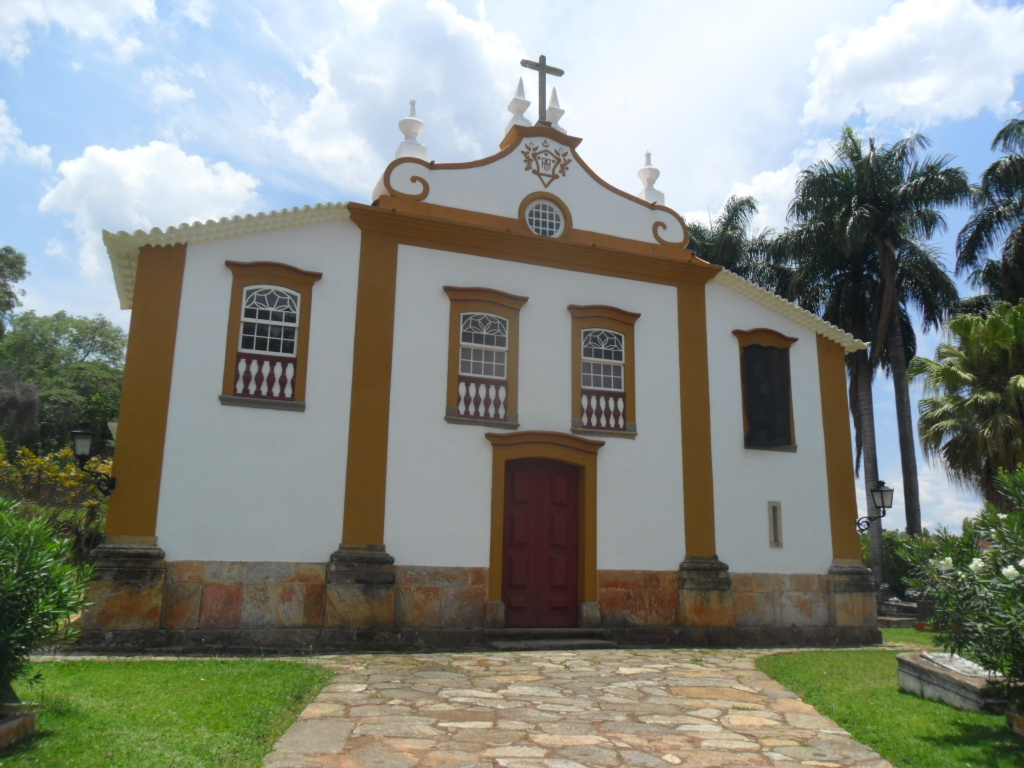
Nossa Senhora das Mercês, Tiradentes.
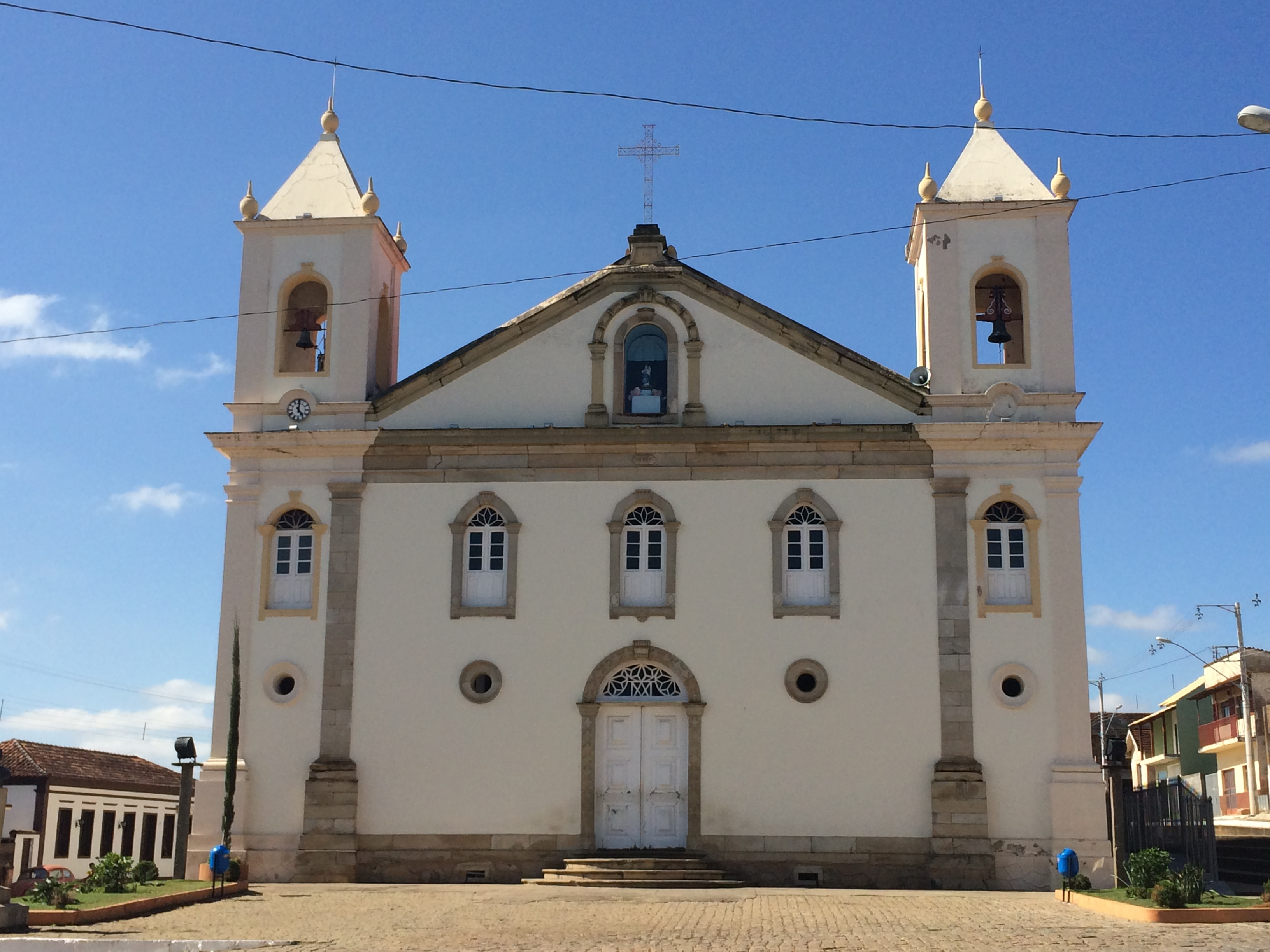
Nazareno.
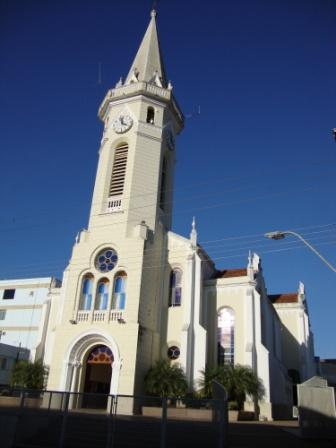
Santana, Lavras.
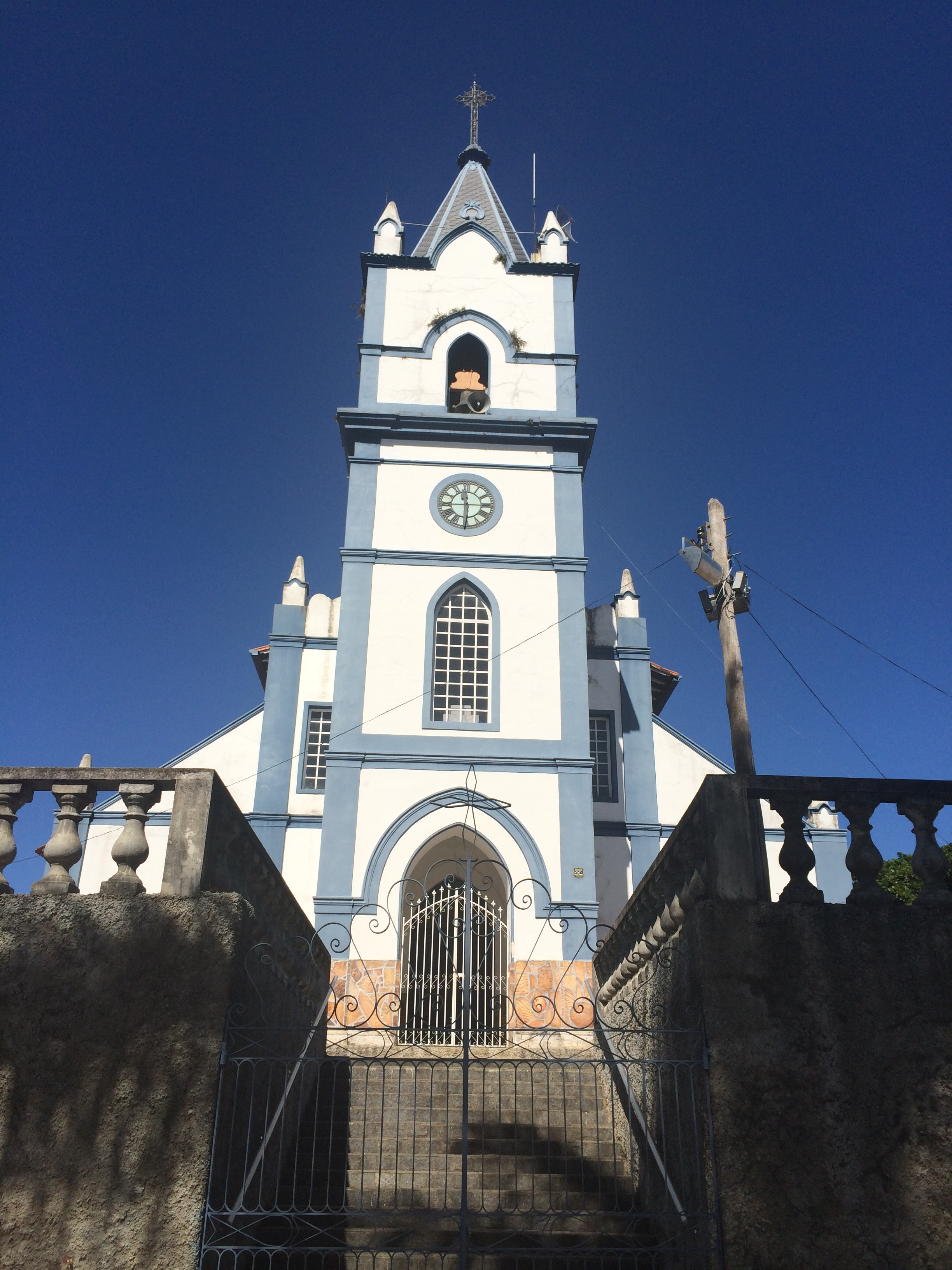
Ibituruna.